# Фриман (Мисури)
Фриман (енгл. Freeman) град је у америчкој савезној држави Мисури.

## Демографија
По попису из 2010. године број становника је 482, што је 39 (-7,5%) становника мање него 2000. године.
| Група             | 2000.       | 2010.       |
| Белци             | 506 (97,1%) | 467 (96,9%) |
| Афроамериканци    | 1 (0,2%)    | 2 (0,4%)    |
| Азијати           | 0 (0,0%)    | 0 (0,0%)    |
| Хиспаноамериканци | 4 (0,8%)    | 4 (0,8%)    |
| Укупно            | 521         | 482         |